# Aporosa nervosa
Aporosa nervosa är en emblikaväxtart som beskrevs av Joseph Dalton Hooker. Aporosa nervosa ingår i släktet Aporosa och familjen emblikaväxter. Inga underarter finns listade i Catalogue of Life.